# 1830-1839
De jaren 1830-1839 (van de christelijke jaartelling) zijn een decennium in de 19e eeuw.

## Meerjarige gebeurtenissen en ontwikkelingen

### Europa

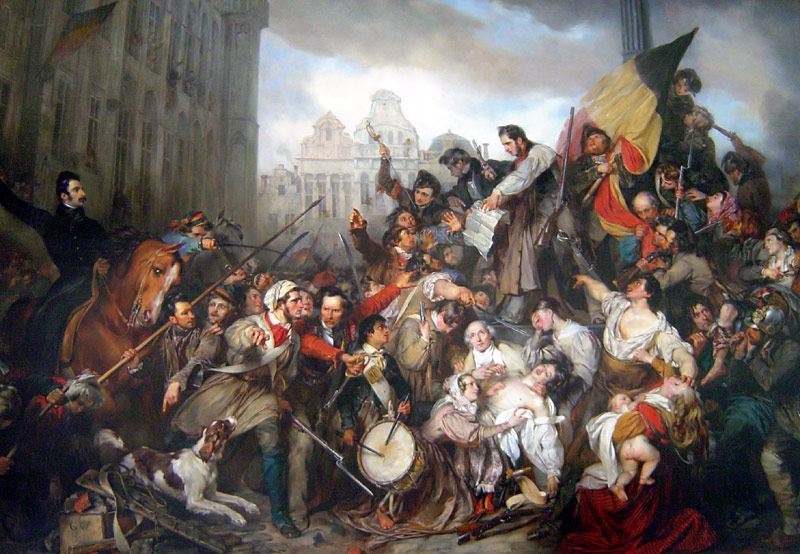
Belgische Revolutie, door Gustaaf Wappers, 1830

- 1830 : Het Revolutiejaar 1830 begint in Frankrijk met de Julirevolutie. Koning Karel X van Frankrijk wordt afgezet en het Franse parlement kiest Lodewijk Filips van Orléans tot koning der Fransen. Dit tot afgrijzen van de Legitimisten, die zich afkeren van de burgerlijke politiek van de Julimonarchie en zich overgeven aan hedonisme. Dit wordt innerlijke emigratie genoemd.
- 1830 : In augustus slaat de vlam over naar Brussel en begint de Belgische Revolutie. Het Voorlopig Bewind roept de onafhankelijkheid uit van de Zuidelijke Nederlanden onder de naam België. Het Nationaal Congres laat de Belgische Grondwet opstellen.
- 1830-1831 : Novemberopstand. De Polen komen in opstand tegen de Russische bezetter. De Poolse opstand leidt in 1831 tot het inperken van de autonomie door de Russische regering. De Republiek Krakau komt in 1833 onder Oostenrijks toezicht te staan, en wordt in 1836 - 1837 door Wenen bezet.
- 1830 : Ustertag. De Zwitsers eisen een nieuwe grondwet.
- 1831 : Giuseppe Mazzini richt de politieke beweging Jong Italië op.
- 1831-1834 : Keizer Peter I van Brazilië keert naar Portugal terug om zijn dochter Maria terug aan de macht te brengen.
- 1832 : Otto van Beieren wordt de eerste koning van het Koninkrijk Griekenland.
- 1833 : In Spanje volgt de kleine prinses Isabella haar overleden vader Ferdinand VII op, vertegenwoordigd door haar moeder Maria Christina als regent. Dit wordt niet door iedereen geaccepteerd en het verzet leidt tot de Eerste Carlistenoorlog die duurt van 1833 tot 1839.
- 1834 : Zollverein is een vereniging van Duitse staten ter bevordering van handel en industrie.
- 1835 : Keizer Frans II sterft, hij wordt opgevolgd door zijn zoon Ferdinand I van Oostenrijk.
- 1837 : Koning Willem IV van het Verenigd Koninkrijk sterft zonder wettige opvolger. Zijn nicht Victoria van Kent volgt hem op in het Verenigd Koninkrijk, Ernst August, hertog van Cumberland, volgt hem op in het Koninkrijk Hannover. Hij schort de liberale grondwet van 1833 op, waarna de Göttinger Sieben het land verlaten.

### Lage Landen
- 1831 : Tiendaagse Veldtocht. Nederland probeert de opstand alsnog te onderdrukken, maar als Engeland en Frankrijk een ultimatum stellen, moet Nederland zich terugtrekken. Het Nederlandse leger blijft gemobiliseerd gelegerd op de Woenselse heide.
- In de Volhardingspolitiek weigert Nederland lange tijd om zich bij de afscheiding van België neer te leggen. Maar in de loop van de jaren gaat de discussie steeds meer over de voorwaarden van de scheiding. Hoe wordt de staatsschuld verdeeld? Wat wordt de grens?
- 1832 : Beleg van Antwerpen. Met steun van de Fransen moeten de Nederlanders Antwerpen verlaten, de Sluiting van de Schelde is terug van toepassing.
- 1839 : Verdrag van Londen. Willem I der Nederlanden  erkent  het Koninkrijk België. Limburg is tussen 1830 en 1839 in Belgische handen, op de vestingen Maastricht en Mook na. In 1839 wordt het hertogdom Limburg gesticht. De facto is Limburg dan een Nederlandse provincie.  De voortdurende mobilisatie van het leger brengt Nederland op de rand van een staatsbankroet. Internationaal raakt de regering van Willem I in een isolement.
- Afscheiding van 1834: Na de schorsing van de dominee van Ulrum Hendrik de Cock scheiden de gereformeerden zich af van de Hervormde Kerk. De regering probeert de alternatieve diensten te voorkomen door het samenscholingsverbod uit de napoleontische tijd weer uit de kast te halen. Maar de eenheid van de protestanten in Nederland is voltooid verleden tijd.
- 1835 : Eerste Belgische treinrit. België is de tweede industriële macht van Europa geworden, na het Verenigd Koninkrijk. De Belgische textielindustrie verliest door de afscheiding haar afzetmarkt in Nederlands-Indië. Een aantal fabrieken verruilt het onafhankelijke België voor de omgeving van Haarlem, Gemert en de Achterhoek (Bredevoort en Aalten).
- De Brusselse cartograaf Philippe Vandermaelen legt zich na 1830 toe op kaarten van België. Al in 1831 verschijnt de "Carte de la Belgique d'après Ferraris augmentée" (Carte de la Belgique d'après Ferraris augmentée des plans des six villes principales et de l'indication des routes, canaux et autres travaux exécutées depuis 1777 jusqu'en 1831). Dit is een kaart van België op 42 folio's, gebaseerd op de Ferrariskaart uit de jaren 1770.

## Stad en land
- In 1825 wordt begonnen met de daadwerkelijke drooglegging van de Zuidplaspolder. Met behulp van dertig windmolens wordt de polder leeggemalen naar een ringvaart en in 1840 is de klus geklaard.
- Tussen 1830 en 1839 wordt tussen Groningen-Stad en Leeuwarden de Friesestraatweg (of Groningerstraatweg) aangelegd.

Ottomaanse Rijk
- 1830 : Begin van de Franse verovering van Algerije.
- 1831 : Oprichting van het Frans Vreemdelingenlegioen.
- 1832 : Abd al-Kader begint een guerrillaoorlog tegen het koloniaal bestuur.
- 1832 : Slag bij Konya.  De Wadi Mohammed Ali van Egypte verovert Palestina en Syrië, waar hij een modern, centraal bestuur instelt. Mohammed Ali komt in opstand tegen de Osmaanse Sultan, die hem niet wil belonen voor zijn steun bij het onderdrukken van de Griekse opstand. Christenen en joden krijgen meer rechten.
- 1834 : Beleg van Al-Karak. Er breekt een opstand uit de moslimbevolking, de minderheden worden beschouwd als "collaborateurs".
- 1839 : Slag bij Nezib. De Ottomanen proberen de Levant te heroveren.
- 1839 : Begin van het Tanzimaat. Christenen en joden zullen voortaan aanspraak hebben op dezelfde behandeling door de overheid en de justitie. Belastinghervorming en dienstplicht moeten een einde maken aan willekeur. De hervormingen worden tegengewerkt vanuit de top van het regeringsapparaat.

Kolonialisme en slavernij
- In de eerste 10 jaar van het Cultuurstelsel stijgt de uitvoer van Java naar Nederland met bijna 600%: van 11,3 naar 66,1 miljoen gulden.
- 1831 : Orang Blanda Itam. Zwarte West-Afrikaanse soldaten worden ingezet in het Koninklijk Nederlandsch-Indisch Leger.
- Er ontstaat onrust in Suriname na de stadsbrand van Paramaribo in 1832 (die als een opstand wordt beschouwd) en na het nieuws dat in 1834 in Brits Guyana de slavernij zal worden afgeschaft. Door toedoen van Tata Colin ontstaan op de katoenplantage Leasowes en omgeving ongeregeldheden. Hij wordt veroordeeld tot de strop, maar sterft nog voor de executie.
- 1833 : Slavery Abolition Act. Het Britse Rijk gaat nog harder optreden tegen de Trans-Atlantische slavenhandel. De draaischijf van de handel verplaatst zich naar de oostkust van Afrika, Zanzibar (eiland) en Mozambique. In de Verenigde Staten moedigen de plantagehouders het kweken van eigen slaven aan. Op het Afrikaanse vasteland start men allerlei plantages op.
- 1837 : Er komt een einde aan de Padri-oorlogen, die Nederland voert in de Padangse Bovenlanden en hun strijd tegen islamitische opstandelingen.

Scheepvaart en handel
- De Britse Oost-Indische Compagnie bezet in 1832 Aden. Door de invoering van de stoomvaart zijn op de zeereis naar India havens nodig om kolen in te nemen. In 1837 wordt de kolonie Aden gesticht.

Afrika
- 1835-1840 : Grote Trek (Zuid-Afrika).

Amerika
- Bij het voormalige fort Dearborn in Illinois wordt vanaf 1833 Chicago gebouwd, dat in 1837 tot stad wordt verklaard.
- In 1835 breekt de  Texaanse Onafhankelijkheidsoorlog uit. In 1836  ontstaat de Republiek Texas.
- 1837-1838 : Opstanden in Canada.

Azië
- De Vietnamezen onder keizer Minh Mang nemen de koning van Xhieng Khuang gevangen en executeren hem in Hué. Hieropvolgend wordt het koninkrijk een onderdeel van Annam. In 1835 annexeert Siam het gebied.
- 1839 : Begin van de Eerste Brits-Afghaanse Oorlog, een onderdeel van de The Great Game, de rivaliteit tussen het Britse Rijk en het Keizerrijk Rusland over Centraal-Azië.

Economie
- 1831 : Willem de Clercq wordt directeur van de Nederlandse Handelmaatschappij. Onder zijn beleid de textielfabrieken verplaatst van Haarlem en Leiden naar Twente, waar de boerenbevolking dankzij haar huisnijverheid over enige technische kennis beschikt. Hij weet tijdens een bijeenkomst in Hengelo de Engelse katoenfabrikant Thomas Ainsworth ertoe te bewegen de Twentse bevolking het gebruik van nieuwe Engelse machines zoals de snelschietspoel aan te leren. Op zijn raad wordt in Goor een weefschool gesticht met dependances elders in Twente. In korte tijd komt het arme Twente tot enige welvaart. In Brabant, met name Tilburg en Helmond, bloeien op die manier ook fabrieken van katoenen en wollen stoffen op. De handel in textiel is noodzakelijk om te voorkomen dat de Britten binnen korte tijd de Indische markt zullen heroveren.
- 1834 : Oprichting van de Sphinxfabrieken. Gedwongen door het economisch isolement waarin Maastricht na de Belgische Opstand is terechtgekomen en het importverbod op Belgische producten dat door de Nederlandse regering is ingesteld, vestigt Petrus Laurentius Regout in korte tijd een industrieel imperium aan de Boschstraat. Hij koopt hij een stoommachine en ronselt slijpers uit Wallonië en Frankrijk, waarmee hij een kristalslijperij begint. In 1834 sticht hij een spijkerfabriek, in 1836 een aardewerkfabriek en in 1838 een glasblazerij. Daarna volgen een geweerfabriek, een gasfabriek en diverse toeleverende bedrijven. Maastricht wordt daarmee de eerste Nederlandse industriestad.
- 1837 : Paniek op de beurs in de VS.

Medisch
- Veel militairen keren besmet met pokken terug van het Belgisch front naar het militaire hospitaal in Utrecht. Van uit Utrecht gaat de verspreiding naar de andere grote steden Amsterdam, Rotterdam, Den Haag met honderden pokkengevallen. Dat is 20 jaar na het begin van grootscheepse inentingscampagnes; het immuunproces is ook onder reeds eerder gevaccineerden zodanig afgenomen dat ze opnieuw voor het pokkenvirus vatbaar blijken te zijn.
- Een cholera-epidemie die in 1817 in Brits-Indië is uitgebroken, bereikt in 1831 Europa. In Nederland overlijden tot 1833 5000 mensen aan de ziekte, vooral in Scheveningen en omgeving.

Wetenschap en techniek

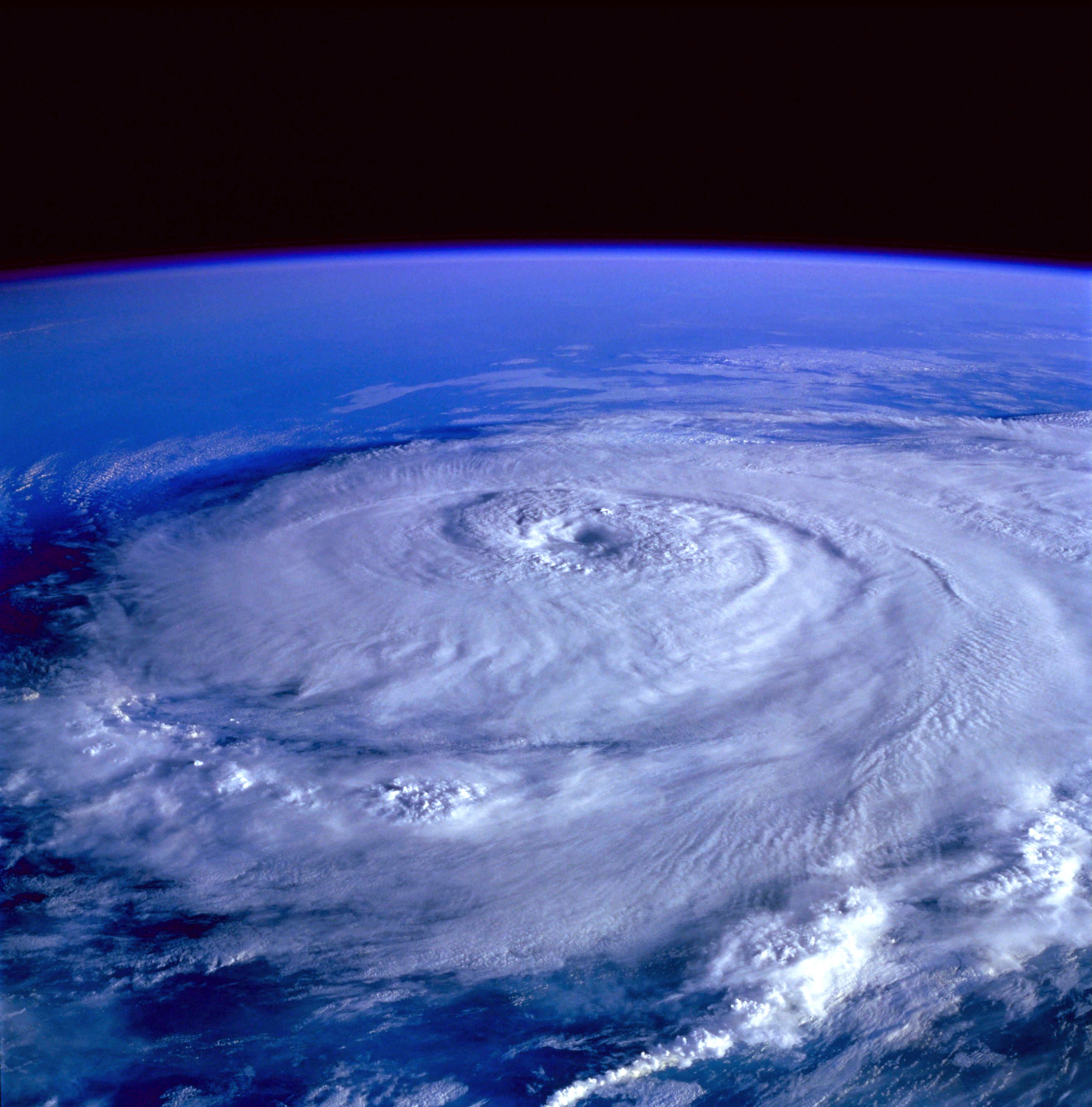
Het corioliseffect zichtbaar bij de orkaan Elena

- Van 1831 tot 1836 reist Charles Darwin met het schip de Beagle langs de kusten van Latijns-Amerika. Hij doet waarnemingen die hij 25 jaar later zal verwerken in zijn boek On the origine of species.
- Michael Faraday ontdekt de elektromagnetische inductie. Daaruit volgt weer de uitvinding in 1832 van de industriële dynamo.
- Het Brahmischrift en het Kharosthischrift worden ontcijferd voornamelijk door de Britse oriëntalist James Princep. De ontcijfering is een doorbraak voor het inzicht in de Indiase oudheid, omdat naast religieuze tradities ook historische inscripties als bronnen beschikbaar komen.

Innovatie
- De ontwikkeling van de elektrische telegraaf van Pavel Schilling (1830), Joseph Henry (1831) en anderen leidt tot de uitvinding en ontwikkeling van het morse door Samuel Morse. Hij wordt in korte tijd wereldberoemd door zijn telegraaf, die eenvoudiger van constructie is dan de meeste andere systemen en waarbij slechts twee draden nodig zijn voor een verbinding.
- De batterij wordt in 1831 gepresenteerd door Michael Faraday. Een verbeterde versie, het daniell-element, wordt op grote schaal toegepast in de beginjaren van de telegrafie in Europa en de Verenigde Staten. Door meerdere elementen achter elkaar in serie te schakelen kan men de uitgangsspanning verhogen en op die manier over steeds grotere afstanden berichten versturen.
- Ontwikkeling van de daguerreotype en de calotypie, voorlopers van de fotografietechniek.

Spoorwegen
- Londen wordt verbonden met Birmingham, Liverpool en Manchester.
- Na 1830 levert John Cockerill de rails en locomotieven voor de eerste spoorwegen van het onafhankelijke België en van de rest van het Europese vasteland. In 1838 vormt hij het eerste grote geïntegreerde industriële complex met hoogovens, staalgieterij, walserijen, smederijen en constructiewerkplaatsen, aan de oevers van de Maas, ontsloten door een eigen haven en via spoorwegen verbonden met nabijgelegen erts- en kolenmijnen.
- In Nederland lukt het in de jaren 1832-1834 niet, om de gelden bijeen te brengen voor een spoorverbinding tussen Amsterdam en Keulen. Maar de in 1837 opgerichte Hollandsche IJzeren Spoorwegmaatschappij opent in 1839 de lijn Amsterdam - Haarlem als proefstuk voor een verbinding Amsterdam - Rotterdam.

Kunst en cultuur
- De componist Giacomo Meyerbeer en zijn librettist Eugène Scribe winnen Parijs en heel Europa voor zich met opera's als Les Huguenots.
- Rond 1830 wordt het Bremergroen als verfstof vervangen door het grachtengroen.
- De Franse chemicus  Eugène Chevreul vat de resultaten van zijn studies in 1830 samen in een boek over de kleurenleer (De la Loi du Contraste Simultané des Couleurs), dat pas in 1839 wordt uitgegeven. Zijn kleurenleer wordt de theoretische basis voor veel van de avant-garde schilders van de 19e eeuw.

Mode
- Dames uit de hoogste kringen dragen op hun bals en partijtjes een "ferronnière", een dun gouden kettinkje rond het hoofd, met op het voorhoofd een juweel. Zowel het verschijnsel als de naam zijn ontleend aan het laat-15e-eeuwse schilderij La Belle Ferronnière van Leonardo da Vinci.

<< · 1830 · 1831 · 1832 · 1833 · 1834 · 1835 · 1836 · 1837 · 1838 · 1839 · >>
<< · 1800-1809 · 1810-1819 · 1820-1829 · 1830-1839 · 1840-1849 · 1850-1859 · 1860-1869 · 1870-1879 · 1880-1889 · 1890-1899 · >>